# Kung Fu Yoga
Pour plus de détails, voir Fiche technique et Distribution.
Kung Fu Yoga (功夫瑜伽, Gong fu yu jia) est un film d'aventure réalisé par Stanley Tong,,. Il s'agit d'une coproduction sino-indienne de Taihe Entertainment (Chine) et Shinework Pictures (Chine),.
Le film sort en Chine le 28 janvier 2017 et en Inde le 3 février 2017,. Il totalise 255 millions $ de recettes pour un budget de 65 millions $ et atteint la seconde place du box-office chinois de 2017. La musique originale est composée par Nathan Wang.

## Synopsis
Jack, un professeur d'archéologie renommé du musée de l'armée de terre cuite de Xi'an, s'associe à la jeune professeur indienne Ashmita de l'Institut national des musées du Rajasthan pour rechercher le trésor perdu du Magadha au Tibet. Leur équipe découvre le trésor sous un lac gelé grâce aux moyens modernes. Ils sont cependant interrompus par un groupe de mercenaires dirigé par Randall qui leur vole le trésor et les laisse enfermer. Dans la confusion, Jones - un membre de l'équipe de Jack qui est plus un chasseur de trésor qu'un archéologue - s'enfuit avec un diamant. Jack et Ashmita parviennent finalement à s'échapper de la caverne glacée.
Deux semaines plus tard, le diamant de 212 carats réapparaît à Dubai sur le marché noir. Pour sauver son travail, Jack essaie de le récupérer avec l'aide d'un ami riche. Il le rachète aux enchères, mais Randall frappe à nouveau avec ses hommes, et s'ensuit une poursuite en voiture à grande vitesse à travers le trafic de Dubaï. Ashmita arrache finalement le diamant. Jack la retrouve et découvre qu'elle n'est pas la professeur qu'elle prétendait être mais est en fait la dernière descendante des rois du Magadha. Elle explique que le diamant est connu sous le nom d'« Œil de Shiva » dans les chroniques familiales et qu'il est la clé d'un immense trésor caché quelque part.
Elle demande à Jack de l'aider à trouver le vrai trésor et à le protéger de Randall. Ils découvrent également que le diamant est une partie d'un sceptre qui ouvre une salle de carte construite selon les règles du vastu shastra et des positions astronomiques de l'époque dans une partie dissimulée d'un temple sacré. Randall capture Jack et Ashmita et leur demande de trouver le trésor pour lui parce qu'il appartiendrait à sa famille. Ils découvrent ensemble la salle de carte qui se trouve être une salle de puzzle où chaque mauvais mouvement peut coûter des vies.
Ils atteignent un temple de Shiva souterrain tout en or qui se trouve près d'une cascade isolée. En y arrivant, le groupe de Randall commence à retirer les pierres précieuses qui ornent le temple et cherche le trésor, mais il découvre que le trésor n'est d'après la légende que du savoir (médecine, bouddhisme, mécanique, etc.). En colère, Randall tente de tout détruire, mais Jack, Ashmita et leur équipe les affrontent pour les arrêter. Jack utilise le yoga et le kung fu pour battre Randall et le convaincre de l'importance considérable de cette découverte. Dans le même temps, un groupe d'ermites sannyasis descend dans le souterrain et, en voyant la magnificence de la divinité dans le temple, commencent à chanter et à danser de joie. Les groupes qui se battaient, se rendant compte de leur petitesse, cessent de s'affronter et se joignent joyeusement à la fête.

## Fiche technique
Sauf indication contraire, les informations mentionnées dans cette section peuvent être confirmées par la base de données cinématographiques IMDb,  présente dans la section « Liens externes ».
- Titre original : Gong fu yu jia (功夫瑜伽)
- Titre international : Kung Fu Yoga
- Réalisation et scénario : Stanley Tong
- Direction artistique : Cheung Ying-Wah
- Costumes : Phoebe Wong
- Photographie : Wong Wing-Hang
- Montage : Kwong Chi-Leung
- Musique : Nathan Wang
- Production : Jackie Chan, Jianhong Qi, Jonathan Shen, Barbie Tung et Wei Wang
- Sociétés de production : Taihe Entertainment, Shinework Pictures
- Budget : 65 000 000 $
- Pays d'origine :  Chine /  Inde /  Hong Kong
- Langues originales : mandarin, anglais
- Format : couleur 2,35:1 - son Dolby Digital
- Genre : comédie, aventure, action
- Durée : 107 minutes
- Dates de sortie :
  - Chine : 28 janvier 2017
  - Inde : 3 février 2017
  - France : 10 janvier 2018 (sorti directement en DVD)

## Distribution
Sauf indication contraire, les informations mentionnées dans cette section peuvent être confirmées par la base de données cinématographiques IMDb,  présente dans la section « Liens externes ».
- Jackie Chan (VF : Guy Chapellier ; VQ : François L'Écuyer) : Pr Jack Chan[2]
- Aarif Rahman (en) (VF : Fabien Jacquelin) : Jones Lee[2]
- Lay Zhang (VF : Fabrice Trojani) : Xiaoguang[2]
- Miya Muqi (VF : Karine Texier) : Noumin[2]
- Sonu Sood (VF : Cédric Dumond) : Randall[2]
- Disha Patani (VF : Laura Pelerins) : Dr Ashmita[2]
- Zhang Guoli (en) (VF : Thierry Kazazian) : Jonathan[2]
- Amyra Dastur (VF : Sandra Parra) : Kyra[2]
- Muh Bahtiar C : Thyar[2]
- Jiang Wen[2] (VF : Leslie Lipkins) : Jiang Wen
- Eric Tsang : Jianghua
- Shang Yuxian : Circe[2]
- Moeed Rehman : Oxan[2]
- Paul Philip Clark (VF : Philippe Siboulet) : Max
- Lavlin Thadani (VF : Pascale Vital) : la véritable Dr Ashmita
- Anthony Gavard (VF : Georges Caudron) : le commentateur des enchères
- Eskindir Tesfay (de) : le mercenaire
- David Torok : un tueur à gages

 Source et légende : version française (VF) sur RS Doublage

## Tournage
Le tournage commence à Pékin en septembre 2016, puis se déplace à Xi'an et Dubai le 27 septembre et se termine le 30 octobre. Le tournage se poursuit à Pékin et en Inde en décembre. Certaines scènes ont également lieu en Islande.

## Musique
Nathan Wang compose toute la musique du film. L'album complet de la bande sonore sort en 2017.
| 1.    | Beautiful Fairy Tales | Jackie Chan, M.I.C                 | 3:36 |
| 2.    | Curry Flavor          | Jackie Chan, Zhang Yishan, Yang Zi | 3:12 |
| 3.    | Money Home            | Manihong                           | 3:30 |
| 10:18 |                       |                                    |      |

## Sortie
Les droits du film sont vendus dans le monde entier. En Asie, en Inde, Hong Kong, Macao, Singapour, Corée du Sud, Indonésie, Philippines, Taïwan, Thaïlande, Malaisie, Brunei, Vietnam, Cambodge, Laos et Birmanie. Hors d'Asie, le film est vendu aux États-Unis, Canada, Australie, Nouvelle-Zélande, Royaume-Uni, Italie, Russie, Amérique latine, Turquie et Moyen-Orient. Il sort aux Philippines le 1er février 2017 où il est distribué par Star Cinema (en).
Le film est premier du box-office à Singapour, avec 1,85 million $ récolté durant son premier week-end du 28 janvier 2017.

## Réception
Sur Rotten Tomatoes, le film obtient le score de 50%, basé sur 14 critiques principalement , avec une note globale de 4,5/10,.